# Puščavniki (Bosch)
Puščavniki so religiozna slika, olje na tabli, prikazana kot triptih, kar pomeni, da gre za celotno sliko, sestavljeno iz treh ločenih prizorov. To umetniško delo je izdelal renesančni umetnik Hieronymus Bosch okoli leta 1493. Celotna slika triptiha meri 86 x 60 cm. Trenutno je to umetniško delo v galeriji Galleria dell'Accademia v Benetkah.
Svetniki so pogosta tema Boschevih umetniških del; zanj so sklicevanje na žive in trpijo tudi za tistim, kar je veljalo za grešno. Pogosta je upodobitev brutalnosti in agonije, ki v Boschevem delu močno odtehta lepoto, saj svetnike uporablja kot moralno paradigmo umetnikovega časa. Predstavlja jih kot tiste, ki so najbolj zvesti v svojih prepričanjih.
Znotraj tega triptiha se gledalec seznani s tremi svetniki puščavniki, upodobljenimi v ločenih deželah nebeških in peklenskih manifestacij grehov in moralnih obveznosti človeštva. Svetniki puščavniki so sklicevanje na samotno življenje in predanost svoji veri in krščanski religiji. Vsaka tabla je bogata s simboličnimi podobami, ki skozi ikonografijo in simboliko omogočajo vpogled v miselnost vsake svetniške predanosti in empatije do Kristusa.

## Zgodovina
Triptih je omenjen v palači Ducale, v dvorani Eccelso Tribunale leta 1771. Leta 1838 so ga avstrijske oblasti, ki so takrat vladale Benetkam, odstranile v dunajsko cesarsko galerijo v Avstriji, od koder je leta 1893 odšla v Kunsthistorisches Museum. Leta 1919 so ga vrnili v Benetke.
Delo je močno poškodovano, morda zaradi požara; zlasti v osrednjem delu so nebo, pokrajina in glava svetega Hieronima prebarvani. Datacija v leto 1493 je bila potrjen z dendokronološko analizo.

## Opis
Upodobitve pekla, nebes in Zemlje v Boschevih umetniških delih prikazujejo različne stopnje obstoja, ko se table premikajo iz nebeških prizorov na Zemljo in se končno preusmerijo naprej v Boscheve vizije pekla. Na levi tabli v puščavnikih je upodobljena hierarhična upodobitev pekla in vsaka predanost puščavnikov Kristusu.
V ozadju leve table so med sijajem ognjev z zloveščo svetlobo obrisana cerkev, vodnjak, most, dve človeški figuri in kariozna drevesa. Najbližje v ospredju je prvi svetnik, sveti Anton Puščavnik, starejši moški, ki zbira vodo v majhni posodi, obkrožen z različnimi bitji pekla, tako na kopnem kot v majhnem vodnem telesu blizu človeka. Desno od starejšega moža stoji drevo z belo rjuho, ko se dve manjši človeški figuri stiskata skozi rjuho, da bi vstopila v vodno telo. Znotraj tega dela se sveti Anton zdi osamljen, v sosedstvu z Boschevimi bolj kaotičnimi upodobitvami svetega Antona, kot je bil Triptih Skušnjava sv. Antona. Na tej sliki se svetnik pojavi v agoniji, obkrožen s pošastnimi figurami pekla, ki se aktivno napadajo. Osamljenost lika v puščavniških svetnikih se povezuje s pobožnostjo, ki sta jo razkrila druga dva svetnika na drugi in tretji tabli, prav tako pa je v nasprotju s kaotičnimi prizori pasijona, prikazanimi v Boschevi Skušnjavi svetega Antona.
Srednja tabla je zemeljski prizor s prepoznavnimi življenjskimi oblikami, kot so jeleni, ptice in legvani, ki naseljujejo deželo. Drugi upodobljeni svetnik je sveti Hieronim, še en starejši moški, ki ga lahko vidimo sredi bogoslužja, ko pred njim stoji poševno majhno razpelo. Levo od križa je majhen relief, ki prikazuje človeško figuro in samoroga. Majhen relief odmeva, ko še en majhen steber prikazuje nebeški prizor s človeško figuro, sklonjeno na kolenih, ki gleda v ločeno sceno sonca in lune. V celoti na tej tabli vero, ki jo ima sv. Hieronim v Kristusa, simbolizira fizični prostor prostranosti dežele. Osrednja točka svetega Hieronima prikazuje Kristusovo bolečino in trpljenje, ki svetemu Jeronimu omogoča, da razmišlja in se vživi v Kristusove izkušnje s trpljenjem v življenju.
Tretja tabla prikazuje tretjega svetnika, za katerega se zdi, da je sv. Egidij, ki ostaja v jami, globoko v molitvi s puščico v prsih, jelenom ob nogah in obrazom, ki gleda iz teme jame.

## Ikonografija
Vsaka od treh tabel prikazuje drugačnega krščanskega anfhoretnega svetnika.
 Sveti Anton 
Leva tabla prikazuje svetega Antona opata v nočni pokrajini. V ognjeni vasi je morda alegorija ergotizma kuge ali svetnikove domnevne sposobnosti za gašenje požarov. Svetnik zbira močvirsko vodo tolmuna s kozarcem, obdan z demonskimi vizijami, kot je gola ženska, ki se v družbi več hudičev pojavi za šotorom. Pod njo hudičeva riba toči vino iz kozarca, okoli nje pa so deformirani črički, upodobljeni v grotesknih držah: eden bere misal, eden ima podaljšan kljun in pavji rep, drugega pa sestavlja glava redovnice z nogo, ki zgoraj nosi malo sovo in njeno gnezdo.
Vključitev svetega Antona deluje kot moralni kompas za tiste, ki spadajo v katoliške skupnosti ; Sveti Anton predstavlja dejanje upiranja človeški skušnjavi. Sveti Anthony, rojen v Egiptu, je bil vzgojen v krščanskem okolju in se v mladosti ni izobraževal. Raje je imel samotno življenje v svojem domu kot tudi v obiskovanje Cerkve; zgodaj v mladosti je globoko cenil svojo vero. S smrtjo staršev v njegovem mladoletnem življenju je nekega dne vstopil v stanje razmišljanja, ko je šel v cerkev in čutil je, da mora živeti asketsko. Z ročnim delom je sveti Anton pridobil občudovanje mnogih, tudi moških, ki ga iščejo, da bi si pridobili asketski življenjski slog.
 Sveti Hieronim 
V središču je sveti Hieronim, ki kleči v puščavi in moli pri razpelu. Prizor kaže oltar, ki spominja na izklesan rimski sarkofag, ki se nahaja v porušenem oratoriju. Na reliefih so upodobljeni prizori, povezani s temo odrešenja, kot sta Judita in Holofern (simbolizirata zmago duše ali Marija, ki ubije hudiča), vitez in samorog, simbol devištva. V spodnjem delu je človek, ki se potopi v čebelnjak in se pokrije z medom, morda z aluzijo na telesno ljubezen ali na alkemično živo srebro. Ta podrobnost je upodobljena na risbi v Albertini na Dunaju. Naokoli so simboli zla, raztreseni v puščavi in temni pokrajini in obkroženi z zloveščim rastlinjem. Levo vključujejo steber z malikovalcem, ki obožuje atmosferske pojave, okostnjake, pošastne živali, ki se borijo med seboj in posušen grm. Desno so namesto Hieronimovih tradicionalnih simbolov, rdeči kardinalski klobuk in lev, prepoznavni po koščeni živali, ki pije v bazenu.
Vzpon podob svetega Hieronima je bil pomemben v katoliški umetniški skupnosti, zlasti za nizozemske katoliške umetnike. Svetniki puščavniki so sklic na usmeritev predanosti in kreposti v samotnem načinu življenja. Sveti Hieronim je vsilil vizijo filozofske predanosti in intelekta, študij  mu je omogočil potovanje skozi Rim, Trier in na koncu Kalciso, puščavo, ki je obkrožala Antiohijo.  Študij svetega Hieronima je vključeval grščino in hebrejščino, po vrnitvi v Rim pa so mu jezikovna prizadevanja omogočila, da je latinske evangelije prilagodil papežu Damazu I. Kasneje je sveti Hieronim prevedel besedila iz hebrejske Biblije v latinščino in postal priznan znotraj katoliških skupnosti.
 Sveti Egidij 
Na desni tabli je sveti Egidij, ki moli v jami; ob njem je zvitek, ki je po Zlati legendi vseboval vsa imena tistih, ki jih je bilo treba rešiti po njegovi priprošnji. Svetnika je ustrelila puščica, ki je bila prvotno namenjena srnjačku ob nogah. V pokrajini, manj temni, prevladuje ostra skala.
Podobe svetega Egidija, znanega kot zavetnika beračev in invalidov, ponujajo nekaj upanja za čudeže, najbolj opazne za tiste, ki jih potrebujejo. Že v zgodnjem življenju je bil znan po tem, da je spoštoval in stremel po življenju. Po rodu iz Grčije je bilo njegovo starševstvo morda kraljevsko. Sv. Egidij je dobil vrhunsko izobrazbo v primerjavi s svetim Antonom in Hieronimom. Po smrti svojih staršev je veliko svojih zemeljskih stvari podaril ljudem v revnih skupnostih, kot dokazovanje svetosti. Znan je bil po tem, da je zdravil invalide.

## Slikarski material
Znanstveniki iz Boschevega raziskovalnega in konservatorskega projekta so raziskali vse tehnične vidike tega triptiha. Bosch je uporabljal običajne pigmente iz obdobja renesanse, kot so azurit, svinčeno-kositrno-rumena, vermilion in oker in izpuščal dragi naravni ultramarin.